# 伊什库力乡
伊什库力乡，是中华人民共和国新疆维吾尔自治区喀什地区莎车县下辖的一个乡镇级行政单位。

## 行政区划
伊什库力乡下辖以下地区：
喀拉库木村、阿比迪村、比格勒村、克什拉克村、希日普哈纳村、亚贝希村、墩吕克村、琼库勒贝希村、托格热吾斯塘村、阔坦墩村、古勒其村、尤库日加力村、阿克库木贝希村、依什库力村、吾格兰村、吾克提其村、阔依其村、阿克提其村、科克其村、英额孜艾日克村、吐格曼贝希村、团结村和巴格万村。